# Little Sampford
Pour les articles homonymes, voir Sampford.
Little Sampford est un village et une paroisse civile de l'Essex, en Angleterre.